# Latidae
Latidae – rodzina ryb okoniokształtnych z podrzędu okoniowców, wyłoniona z rodziny Centropomidae na podstawie badań genetycznych przeprowadzonych w 2004 roku przez O. Otero.

## Klasyfikacja
Rodzaje zaliczane do tej rodziny:
Hypopterus — Lates — Psammoperca